# Shimazu Tadataka
Shimazu Tadayoshi (島津 忠隆?; 10 settembre 1497 – 12 maggio 1519) è stato un daimyō giapponese del clan Shimazu durante il periodo Sengoku.

## Biografia
Shimazu Tadataka fu il tredicesimo capo del clan Shimazu.
Secondo figlio di Shimazu Tadamasa, divenne Shugo di Satsuma, Ōsumi e province di Hyūga dopo la morte del fratello maggiore Tadaharu nel 1515.
Si racconta che abbia impedito l'invasione del regno Ryūkyū tramato da Miyake Kunihide nel 1516; altre fonti indicano, tuttavia, che questa fu una menzogna inventata dal clan Shimazu, come parte di un complotto per collocare Ryūkyū nell'orbita degli Shimazu per avere il monopolio sul commercio con le isole Ryūkyū. 
Morì nel 1519 all'età di 23 anni e poiché non ebbe eredi, fu succedette dal fratello minore Shimazu Katsuhisa.